# Kevin Henderson
Kevin Dwayne Henderson (Baltimora, 22 marzo 1964) è un ex cestista statunitense, professionista nella NBA.

## Carriera
È stato selezionato dai Cleveland Cavaliers al terzo giro del Draft NBA 1986 (50ª scelta assoluta).